# Trận Le Cateau
Trận Le Cateau là trận đánh giữa liên quân các nước phe Hiệp ước gồm Anh, Pháp, Bỉ với đế quốc Đức trong thế chiến thứ nhất. Trận đánh diễn ra vào ngày 26 tháng 8 1914 tại Le Cateau-Cambrésis, Pháp, và kết thúc với chiến thắng của Quân đội Đức.
Sau khi quân Anh bị đế quốc Đức đánh bại tại trận Mons ngày 23 tháng 8 đã nhanh chóng thiết lập 1 hệ thống phòng thủ tại Le Cateau -Cambrésis nhằm ngăn chặn bước tiến của quân Đức vào ngày 26 tháng 8.
Sáng ngày 26 tháng 8, quân Đức tiến đến Le Cateu và nhanh chóng mở cuộc tấn công lớn vào quân Anh. Quân Anh đã đánh bật các đợt tấn công của quân Đức, song đến buổi chiều cùng ngày, cánh phải và cánh trái của quân Anh đứng trước nguy cơ tan vỡ. Tuy nhiên, sự xuất hiện kịp thời của kị binh Pháp đã bảo vệ thành công cánh trái của quân Anh.
Cuối cùng, quân Anh triệt thoái, song những cuộc chặn hậu vẫn tiếp diễn. Một Tiểu đoàn Anh do chưa nhận được lệnh rút quân, nên bị tiêu diệt ngoại trừ một số người trốn được trong đêm tối. Nhìn chung, trận đánh Le Cateau là lần thứ hai Lực lượng Viễn chinh Anh bị quân Đức đánh bại trong cuộc chiến tranh. Đến đêm thì liên quân các nước Hiệp ước đã rút lui thành công về Saint-Quentin, mở đầu cho trận St.Quentin vào ngày 29 tháng 8 1914. Kết thúc trận Le Cateau, trong số 40 000 liên quân các nước Hiệp ước, con số thương vong là 7812 trong đó khoảng 2600 người bị bắt làm tù binh. Trong khi đó, con số thương vong của quân Đức là 7500 người. Quân Đức thắng trận cũng chiếm giữ được nhiều khẩu pháo của liên quân Anh - Pháp - Bỉ. Có ý kiến xem đây là một thất bại phi nghĩa, nhưng ý kiến khác coi trận Le Cateau đã cứu vãn Quân đội Anh khỏi nguy cơ bị hủy diệt.